# Christoph Glauser

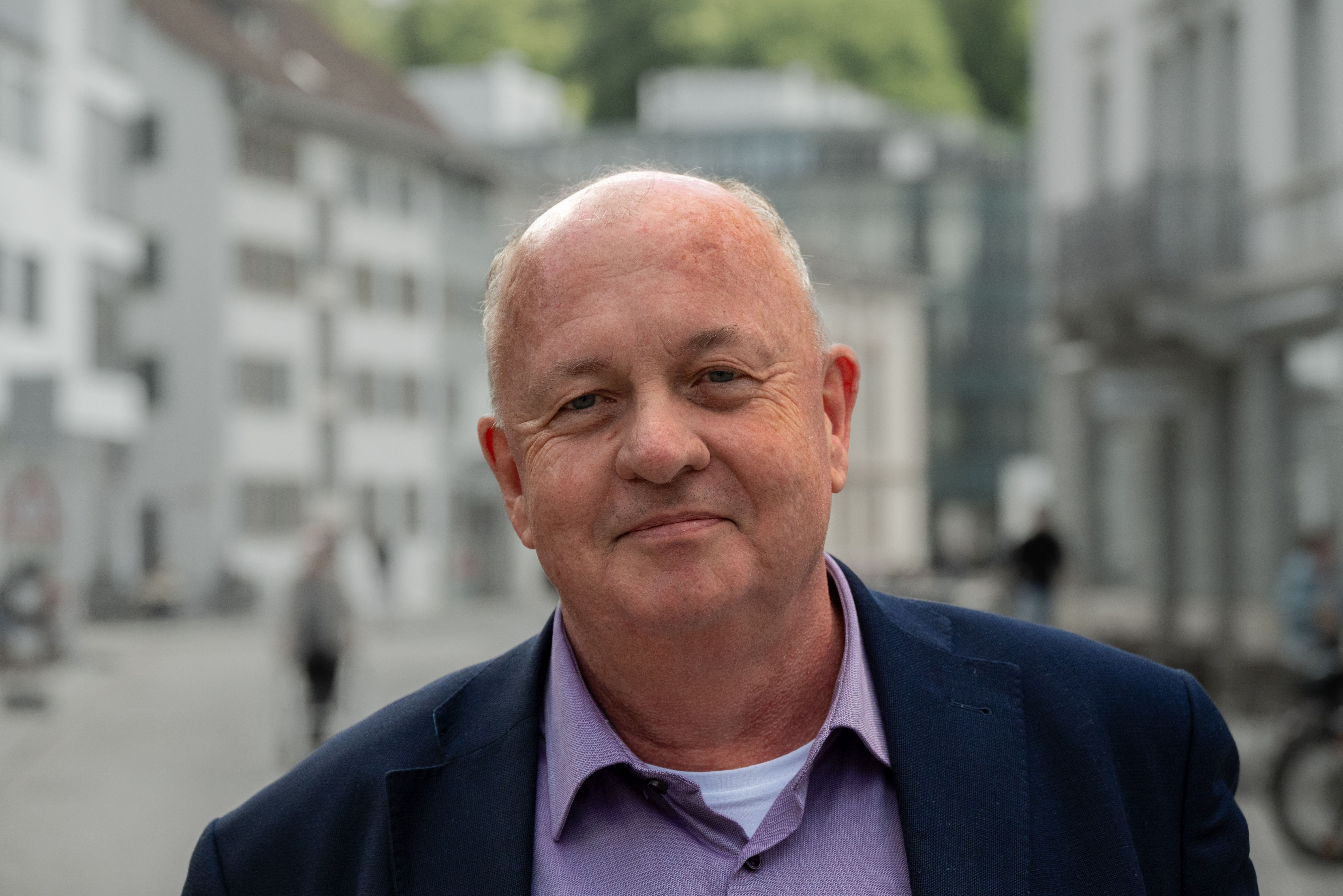
Christoph Glauser

Christoph Glauser (* 9. Oktober 1964 in Bern) ist ein Schweizer Sozialwissenschafter und Internet-Unternehmer.

## Leben und Werk
Christoph Glauser besuchte in Bern die Primarschule und das Gymnasium. Nach dem Studium der Geschichte, der Politik- und der Medienwissenschaften in Bern und der Rechtswissenschaften in Genf promovierte er 1994 an der Universität Bern. Er war Lehrbeauftragter für Publizistik an Schweizer Universitäten sowie Forschungsassistent und Dozent an der ETH Zürich und an der Universität Zürich. An der ETH leitete er ein Forschungsprogramm zum Thema Expertenkommunikation zur Biotechnologie in der Öffentlichkeit und in den Medien. 1997/98 war er Assistenzprofessor an der Communication School der University of Washington in Seattle. Während dieser Zeit war er Dozent für Online-Forschungsuniversitäten in der Schweiz und in Europa, so an den Universitäten Bern, Zürich und Monaco, wo er Medienwissenschaften und digitale Wirkungsforschung unterrichtete. Seit 1991 leitet er das Institut für Grundlagenforschung in computergestützten Inhaltsanalysen und das Institut für angewandte Argumentenforschung IFAA in Bern.

## Schwerpunkte und Themen
Einer der Schwerpunkte der Tätigkeit von Christoph Glauser ist die Forschung zur Wirkung von digitalen Inhalten. Er gründete 2001 die Firma ArgYou. Sie analysiert anhand von Indikatoren Inhalte von Websites und Kampagnen und betreibt eine Findmaschine, die zur unabhängigen Messung der Internet-Relevanz genutzt werden kann. Christoph Glauser ist an verschiedenen EU-Projekten beteiligt: Digitale Demokratie, E-Partizipation, E-Government, Wasserstoff als Energieträger, Künstliche Intelligenz KI. Er ist Mitglied des ThinkTanks Reimagine Europe und Mitunterzeichner der Declaration of Rome zum Verhältnis von Medien und Demokratie in Europa. Die von ihm entwickelte Methode misst die Suchanfragen auf allen Schweizer Kanälen über sämtliche Plattformen hinweg. Das Resultat ist deshalb nicht manipulierbar, sondern wird quer validiert, als «direktes aktuelles Abbild der digitalen Popularität».
Christoph Glauser stellte in einer 2023 veröffentlichten Studie fest, dass praktisch die gesamte aktive Bevölkerung in der Schweiz das Internet nutzt. Der Digital Divide ist in den Industrieländern kein Thema mehr. Die Nutzer unterscheiden sich aber in ihrer Risikowahrnehmung: Während eine Gruppe grosse Ängste vor neuen Technologien hat, nimmt eine andere Gruppe diese als Chance wahr. Die Studienautoren sehen deshalb neu einen Cyber Divide zwischen Risiko- oder Chancen-affinen Nutzern. Die von ihm gegründete Firma ArgYou ist Partner des EU Projekts Genesis, das den ökologischen Fußabdruck der europäischen Halbleiterindustrie substanziell zu reduzieren will. GenesisEU wird von der Europäischen Kommission und vom Schweizer Staatssekretariat für Bildung Forschung und Innovation SBFI mitfinanziert wird.

## Publikationen
- mit Jacques Savoy, Loris Schmid: User Searches on Multiple Channels during the US Presidential Elections 2020. In: Journal of Political Sciences and Public Affairs. Vol. 9, Iss. 3, No:1000381, 2021 (Open Access).
- Messen statt raten. Zahlen für die Wirkung von Inhalten im Internet. In: Schweizer Marktforschung. 1, 2017.
- mit Mascha Kurpicz-Briki, Loris Schmid: Vom 'digital divide' zum 'cyber divide'. In: HMD Praxis der Wirtschaftsinformatik. 10. Mai 2023 (Open Access).
- mit Uwe Serdült: From Alibaba to Youtube. User Searches for Digital Democracy Topics. In: The Human Side of Service Engineering. Vol. 62, 2022, S. 398–404. AHFE International (Open Access).